# امرلد پرینسس
امرلد پرینسس (به انگلیسی: Emerald Princess) یک کشتی است که طول آن ۹۵۱ فوت (۲۹۰ متر) می‌باشد. این کشتی در سال ۲۰۰۶ ساخته شد.